# Duke University
Duke University er et universitet beliggende i Durham i North Carolina, USA. Universitetet blev grundlagt i byen Trinity i 1838 under navnet Trinity College. Universitetet flyttede til sin nuværende placering i 1892.